# Roland Siegers
Roland Siegers (Reinhold Siegers) alias Roy Winner (* 2. Oktober 1952 in Verviers) ist ein belgischer Spieleautor. 

## Biografie
In Eupen aufgewachsen erfand Siegers 1963 sein erstes Brettspiel. 1981 erschien sein erstes Spiel Sequenz bei Bütehorn. Sein 1984 bei Hexagames erschienenes Spiel Uisge erhielt den Spiel-des-Jahres-Sonderpreis „Schönes Spiel“. Ab 1985 war Siegers bei den Spieleverlagen Hexagames und Flying Turtle tätig, bei Mattel war er für den Aufbau der deutschen Autorenlinie zuständig. Einige seiner Spiele wurden auf die Auswahlliste des Spiel des Jahres aufgenommen.
Ab 1991 war Siegers Leiter der Produktentwicklung bei Schmidt Spiele. Nach dem Konkurs von Schmidt Spiele gründete der gelernte Kaufmann 1998 gemeinsam mit Frank G. Hegewald den Spieleverlag Relaxx, der allerdings im darauffolgenden Jahr Konkurs anmelden musste.

## Ludographie
- 1981: Sequenz (Bütehorn)
- 1983: Uisge (W. Nostheide Verlag, Hexagames)
- 1983: Abilene (Hexagames)
- 1985: Primus (W. Nostheide Verlag)
- 1985: Libertas (Hexagames)
- 1985: Lancelot (Hexagames)
- 1986: Winkeladvokat (Piatnik, Schmidt Spiele)
- 1986: Schach plus (Edition Perlhuhn)
- 1986: Mensch freue dich (Hexagames)
- 1987: Votum (Mattel)
- 1987: Indiscretion / Scan (Piatnik, Parker)
- 1987: Restaurant (Flying Turtle Games)
- 1987: Mississippi (Mattel)
- 1987: Cassa Grande (Mattel)
- 1988: Skyline (Mattel)
- 1988: Pyramidis (Flying Turtle Games)
- 1989: Flucht aus Mangrovia (Mattel)
- 1992: Das glorreiche Manöver (Schmidt Spiele)
- 1993: Europa – Reise ohne Grenzen (Schmidt Spiele)
- 1994: Mann O Mann (Schmidt Spiele)
- 1996: That's Donald Pokerface (Schmidt Spiele)
- 1996: Hol’s der Teufel (Schmidt Spiele)
- 1996: Goofy & Max: Ärgern macht Spaß! (Schmidt Spiele)
- 1998: Waterloo (Relaxx)
- 1998: Schnitzeljagd (Simba)
- 1999: Cabale (Goldsieber Spiele, Rio Grande Games)
- 2001: Café International: Das Kartenspiel (amigo)
- 2007: Nullkommanix (Kallmeyer)
- 2007: Café International Junior (amigo)

## Auszeichnungen
- Spiel des Jahres
  - Uisge: Sonderpreis „Schönes Spiel“ 1984
    - Uisge erschien unter dem Namen Scorpion zuvor 1983 als Beilage in einer Ausgabe der Zeitschrift Spielbox edition der Nostheide Verlag GmbH.

  - Abilene: Auswahlliste 1985
  - Winkeladvokat: Auswahlliste 1986
  - Restaurant: Auswahlliste 1987
  - Mississippi: Auswahlliste 1988
  - Lancelot: Auswahlliste 1990